# Episodi di Taxi (quinta stagione)
La quinta stagione della serie televisiva Taxi è stata trasmessa in anteprima negli Stati Uniti d'America dalla NBC tra il 30 settembre 1982 e il 15 giugno 1983.
| nº | Titolo originale                   | Titolo italiano | Prima TV USA      | Prima TV Italia |
| -- | ---------------------------------- | --------------- | ----------------- | --------------- |
| 1  | Love Un-American Style             |                 | 30 settembre 1982 |                 |
| 2  | Jim's Inheritance                  |                 | 7 ottobre 1982    |                 |
| 3  | Alex Goes Off the Wagon            |                 | 14 ottobre 1982   |                 |
| 4  | Scenskees from a Marriage (Part 1) |                 | 21 ottobre 1982   |                 |
| 5  | Scenskees from a Marriage (Part 2) |                 | 28 ottobre 1982   |                 |
| 6  | Crime and Punishment               |                 | 4 novembre 1982   |                 |
| 7  | Alex the Gofer                     |                 | 11 novembre 1982  |                 |
| 8  | Louie's Revenge                    |                 | 18 novembre 1982  |                 |
| 9  | Travels with My Dad                |                 | 25 novembre 1982  |                 |
| 10 | Elaine and the Monk                |                 | 2 dicembre 1982   |                 |
| 11 | Zena's Honeymoon                   |                 | 9 dicembre 1982   |                 |
| 12 | Get Me Through the Holidays        |                 | 16 dicembre 1982  |                 |
| 13 | Louie Moves Uptown                 |                 | 22 gennaio 1983   |                 |
| 14 | Alex's Old Buddy                   |                 | 29 gennaio 1983   |                 |
| 15 | Sugar Ray Nardo                    |                 | 5 febbraio 1983   |                 |
| 16 | A Taxi Celebration (Part 1)        |                 | 23 marzo 1983     |                 |
| 17 | A Taxi Celebration (Part 2)        |                 | 23 marzo 1983     |                 |
| 18 | Alex Gets Burned by an Old Flame   |                 | 30 marzo 1983     |                 |
| 19 | Louie and the Blind Girl           |                 | 6 aprile 1983     |                 |
| 20 | Arnie Meets the Kids               |                 | 13 aprile 1983    |                 |
| 21 | Tony's Baby                        |                 | 20 aprile 1983    |                 |
| 22 | Jim's Mario's                      |                 | 18 maggio 1983    |                 |
| 23 | A Grand Gesture                    |                 | 25 maggio 1983    |                 |
| 24 | Simka's Monthlies                  |                 | 15 giugno 1983    |                 |